# Grady Diangana
Grady Diangana (19 maart 1998) is een Engels voetballer die doorgaans als middenvelder speelt. Hij stroomde in 2016 door vanuit de jeugd van West Ham United.

## Clubcarrière
Diangana werd geboren in Congo en trok op vierjarige leeftijd naar Londen. Op twaalfjarige leeftijd kwam hij in de jeugdopleiding van West Ham United terecht. Op 29 september 2018 debuteerde hij in de Premier League tegen Manchester United.

## Interlandcarrière
In 2018 debuteerde Diangana in Engeland –20.